# Jean-Louis Ravelomanantsoa
Jean-Louis Ravelomanantsoa (né le 30 avril 1943 à Tananarive et mort le 27 septembre 2016 à Lyon) est un athlète malgache, spécialiste du sprint.

## Biographie
Représentant Madagascar, Jean-Louis Ravelomanantsoa remporte la médaille de bronze sur 100 et 200 m aux Jeux africains de 1965 avant de terminer 8e au 100 m lors des Jeux olympiques d'été de 1968 à Mexico, en 10 s 18, actuel record malgache. Il est médaillé de bronze au 100 m à l'Universiade d'été de 1970. Auparavant il avait réalisé en 1965 à Antananarivo 10 s 1. Cela avait défrayé le monde de l'athlétisme : dans les journaux malgaches on pouvait lire J.L talonne Bob Hayes champion olympique aux J.O de Tokyo.